# Nederlandse schapendoes
Schapendoes är en holländsk vallhund med en medelhöjd på cirka 40–50 cm i mankhöjd.

## Historia
Ursprunget finns i en allmän europeisk långhårig vallhundstyp vars kännemärke är kraftigt bepälsade huvuden, bl.a. polski owczarek nizinny, bearded collie och schafpudel. Rasen räddades efter andra världskriget, rasklubben bildades 1957. 1952 erkändes den interimiskt den av Nederländernas kennelklubb Raad van Beheer op Kynologisch Gebied in Nederland. Rasstandarden skrevs 1954, då även stamboken började föras. 1971 erkändes den som ras av Fédération Cynologique Internationale (FCI).

## Egenskaper
Hunden anses gladlynt, pigg och aktiv. Den lämpar sig väl för agility då den har en god förmåga att hoppa, men även andra populära hundsporter som freestyle, lydnadsprov, utställning m.m.

## Utseende
Alla färger är tillåtna men vanligast är svart och grå/blå samt vit/svart eller svart - dock har den bruna färgen ökat kraftigt i popularitet. Pälsen är relativt lätt att sköta i jämförelse med andra hundraser som har liknande längd och mängd av päls.